# 클라우디오 라니에리
클라우디오 라니에리(이탈리아어: Claudio Ranieri, 1951년 10월 20일 ~ )는 이탈리아 출신의 축구 감독이다.

## 축구 선수 경력
클라우디오 라니에리는 주로 세리에 A에서 수비수로 뛰었다. 클라우디오 라니에리는 AS 로마 팀에서 프로 데뷔를 하지만 빛을 못보고 두 시즌 동안 여섯 경기에만 출장하고 그는 US 시라쿠사로 한 달 간 임대되기도 하였다. 이후 라니에리는 FC 카탄차로 (1974-1982), 칼초 카타니아 (1982-1984), US 팔레르모 (1984-1986) 등의 팀에서 선수 생활을 하였다.

## 감독 경력 통계
| 팀                         | 국가     | 시작            | 끝               | 기록 | 기록 | 기록 | 기록 | 기록  |
| 팀                         | 국가     | 시작            | 끝               | 경기 | 승   | 패   | 무   | 승률% |
| -------------------------- | -------- | --------------- | ---------------- | ---- | ---- | ---- | ---- | ----- |
| Vigor Lamezia              | 이탈리아 | 1986년          | 1987년           |      |      |      |      |       |
| 캄파니아 푸테올라나        | 이탈리아 | 1987년          | 1988년           |      |      |      |      |       |
| 칼리아리                   | 이탈리아 | 1988년 7월 1일  | 1991년 6월 30일  | 72   | 23   | 30   | 19   | 31.94 |
| 나폴리                     | 이탈리아 | 1991년 7월 1일  | 1993년 6월 30일  | 68   | 25   | 24   | 19   | 36.76 |
| 피오렌티나                 | 이탈리아 | 1993년 7월 1일  | 1997년 6월 30일  | 140  | 56   | 50   | 34   | 40.00 |
| 발렌시아                   | 스페인   | 1997년 9월 19일 | 1999년 6월 26일  | 76   | 35   | 15   | 26   | 46.05 |
| 아틀레티코 마드리드        | 스페인   | 1999년 7월 1일  | 2000년 3월 3일   | 38   | 9    | 11   | 18   | 23.68 |
| 첼시                       | 잉글랜드 | 2000년 9월 18일 | 2004년 5월 31일  | 199  | 107  | 46   | 46   | 53.77 |
| 발렌시아                   | 스페인   | 2004년 6월 16일 | 2005년 2월 25일  | 36   | 15   | 9    | 12   | 41.67 |
| 파르마                     | 이탈리아 | 2007년 2월 12일 | 2007년 5월 31일  | 16   | 7    | 3    | 6    | 43.75 |
| 유벤투스                   | 이탈리아 | 2007년 7월 1일  | 2009년 5월 18일  | 94   | 46   | 30   | 18   | 48.94 |
| AS 로마                    | 이탈리아 | 2009년 9월 1일  | 2011년 2월 21일  | 90   | 50   | 17   | 23   | 55.56 |
| FC 인테르나치오날레 밀라노 | 이탈리아 | 2011년 9월 22일 | 2012년 3월 26일  | 35   | 17   | 5    | 13   | 48.57 |
| AS 모나코 FC               | 프랑스   | 2012년 5월 30일 | 2014년 5월 20일  | 52   | 32   | 12   | 8    | 61.54 |
| 그리스 축구 국가대표팀     | 그리스   | 2014년 7월 25일 | 2014년 11월 15일 | 4    | 0    | 1    | 3    | 0.00  |
| 레스터 시티 FC             | 잉글랜드 | 2015년 7월 13일 | 2017년 2월 24일  | 74   | 35   | 21   | 18   | 47.30 |
|                            |          |                 |                  | 994  | 457  | 274  | 263  | 41.40 |

틀:칼리아리 칼초 감독